# Naczelny Poczmistrz Wrocławia
Naczelny Poczmistrz Wrocławia – najwyższy urząd pocztowy we Wrocławiu i na Śląsku, ustanowiony w 1625 roku przez cesarza Ferdynanda II po ustanowieniu pocztowego połączenia Wrocławia z Pragą i Wiedniem. Utworzenie urzędu było podkreśleniem dużej autonomii poczty śląskiej w Rzeszy oraz szybkiego wzrostu znaczenia wrocławskiego węzła komunikacji pocztowej. Naczelny Poczmistrz Wrocławia otrzymał znaczną suwerenność w podejmowanych decyzjach, a także w sprawach finansowych i administracyjnych poczty śląskiej. Mianowany był przez kamerę dworu cesarskiego. Pierwszym naczelnym poczmistrzem wrocławskim został M. Taussacker, wieloletni kurier Kamery Śląskiej, mianowany 24 lipca 1625 roku.  